# Städtetag Nordrhein-Westfalen
Der Städtetag Nordrhein-Westfalen ist ein kommunaler Landesverband des Deutschen Städtetags mit Sitz in Köln. Dem Verband gehören 39 Städte in Nordrhein-Westfalen an, 23 kreisfreie und 16 kreisangehörige, die insgesamt rund neun Millionen Einwohner des Landes repräsentieren. Als außerordentliche Mitglieder gehören ihm der Landschaftsverband Rheinland, der Landschaftsverband Westfalen-Lippe, der Regionalverband Ruhr, der Verkehrsverbund Rhein-Ruhr, die Rheinische Versorgungskassen und die Städteregion Aachen an.
Geschäftsführer des Verbandes ist seit 2025 Christian Schuchardt, der in Personalunion auch als Hauptgeschäftsführer des Deutschen Städtetages fungiert. Dem Vorstand des Verbandes sitzt seit 2024 Thomas Eiskirch vor. 

## Geschichte
Am 21. Dezember 1946 beschloss die 4. Sitzung einer Konferenz von Oberbürgermeistern rheinischer und westfälischer Städte, eine Gruppe „Nordrhein-Westfalen“ innerhalb des Deutschen Städtetages zu bilden. Die entsprechende Organisation nannte sich zunächst „Deutscher Städtetag, Landesgruppe Nordrhein-Westfalen“, erst ab 1950 wurde der heutige Name verwendet. Die Geschäftsstelle, die sich vormals in der Lindenallee der Villenkolonie Köln-Marienburg befunden hatte, zog 2011 ins Gereonshaus in der Kölner Altstadt-Nord, wo sich auch eine der beiden Hauptgeschäftsstellen des Deutschen Städtetages befindet.

## Aufgaben
Der Städtetag Nordrhein-Westfalen tritt für das im Grundgesetz (Art. 28) und in der Verfassung für das Land Nordrhein-Westfalen (Art. 78) verankerte Prinzip der kommunalen Selbstverwaltung ein. Die Interessen der ihm angehörenden Städte vertritt der Verband insbesondere gegenüber dem Landtag Nordrhein-Westfalen und der Landesregierung von Nordrhein-Westfalen. Darüber hinaus dient der Verband dem Erfahrungsaustausch seiner Mitglieder.